# 9919 Undset
9919 Undset là một tiểu hành tinh vành đai chính. Nó quay quanh Mặt Trời mỗi 3.67 năm.
Được phát hiện ngày 22 tháng 8 năm 1979 bởi Claes-Ingvar Lagerkvist ở Đài thiên văn Nam Âu, tên chỉ định của nó là "1979 QF1". It was later renamed "Undset" after Sigrid Undset, winner of the 1928 Nobel Prize for Literature.